# Johann Crüger

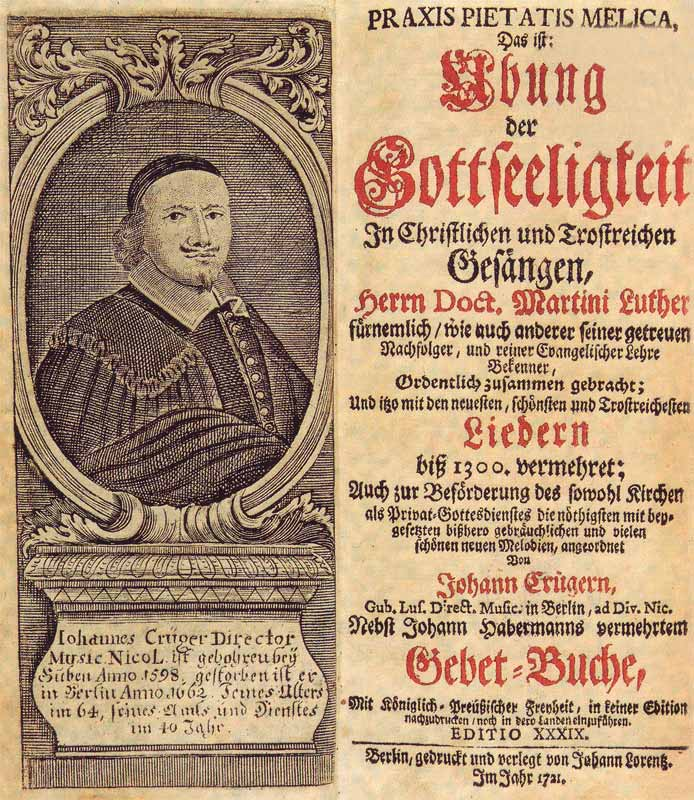
Praxis Pietatis Melica, strona tytułowa 39. wydania, 1721

Johann Crüger, łuż. Jan Krygaŕ (wym. [ˈjan ˈkrɨgarʲ]) (ur. 9 kwietnia 1598 w Groß Breesen, dziś dzielnica miasta Guben, zm. 23 lutego 1662 w Berlinie) – niemiecki kompozytor, z pochodzenia Dolnołużyczanin, autor pieśni ewangelickich.
Był synem zamożnego gospodarza i córki pastora. Początkowo uczył się w Guben w szkole łacińskiej, którą skończył w 1613. Wkrótce wyruszył w podróż – przez Żary i Wrocław dotarł do Ratyzbony, gdzie zdobył wykształcenie muzyczne u Paulusa Hombergera. W 1615 przeniósł się do Berlina, a od 1620 do Wittenbergi, gdzie studiował na uniwersytecie teologię i wciąż kształcił się muzycznie. Od 1622 aż do śmierci przez 40 lat był nauczycielem w berlińskim Gymnasium Zum Grauen Kloster i jednocześnie kantorem kościoła św. Mikołaja w Berlinie.
W 1640 wydał najważniejszy śpiewnik ewangelicki XVII wieku, Praxis pietatis melica, gdzie znajdowały się także pieśni jego autorstwa. Zyskał on wielką popularność i liczne wydania (po 61 latach wyszło 39. wydanie). W 1643 poznał Paula Gerhardta, zwanego „królem poetów religijnych”. Współpracując z nim stworzył wiele popularnych pieśni ewangelickich, śpiewanych do dziś i tłumaczonych na różne języki (w tym polski).
Jedna z najbardziej znanych pieśni luterańskich, chorał Nun danket alle Gott (śpiewany w polskich kościołach ewangelickich z tekstem Dziękujmy Bogu wraz), jest w większości wydań określana jako pieśń Crügera, jednak Crüger prawdopodobnie był tylko autorem nowego opracowania w śpiewniku Praxis pietatis melica. Sama melodia jest bowiem nieco starsza, autorem słów jest Martin Rinckart (1586 - 1649), niemiecki teolog i autor tekstów pieśni. Możliwe, że był on również autorem melodii do tego chorału.
Jedna z córek Crügera wyszła za mąż za malarza dworskiego Michaela Conrada Hirta, który sportretował swojego teścia.

## Pieśni
(W nawiasach obecnie używane incipity polskie)
- Fröhlich soll mein Herze springen
- Herr, ich habe mißgehandelt
- Herzliebster Jesu, was hast du verbrochen (Jezu mój miły)
- Jesu, meine Freude (Jezu, ma radości)
- Kommt her und schaut, kommt, laßt uns doch von Herzen
- Lobet den Herrn, und dankt ihm seiner Gaben
- Macht hoch die Tür
- Nun danket alle Gott (Dziękujmy Bogu wraz)

## Literatura
- Lothar Noack, Jürgen Splett: Bio-bibliographien: Brandenburgische Gelehrte der Fruhen Neuzeit. Akademie Verlag, Berlin, 1997, s. 103 ISBN 3-05-002840-8, (wersja online) (niem.)
- Wolfgang Herbst: Wer ist wer im Gesangbuch? Vandenhoeck & Ruprecht, 2001, s. 66, ISBN 3-525-50323-7 (niem.)